# Киприан Устюжский

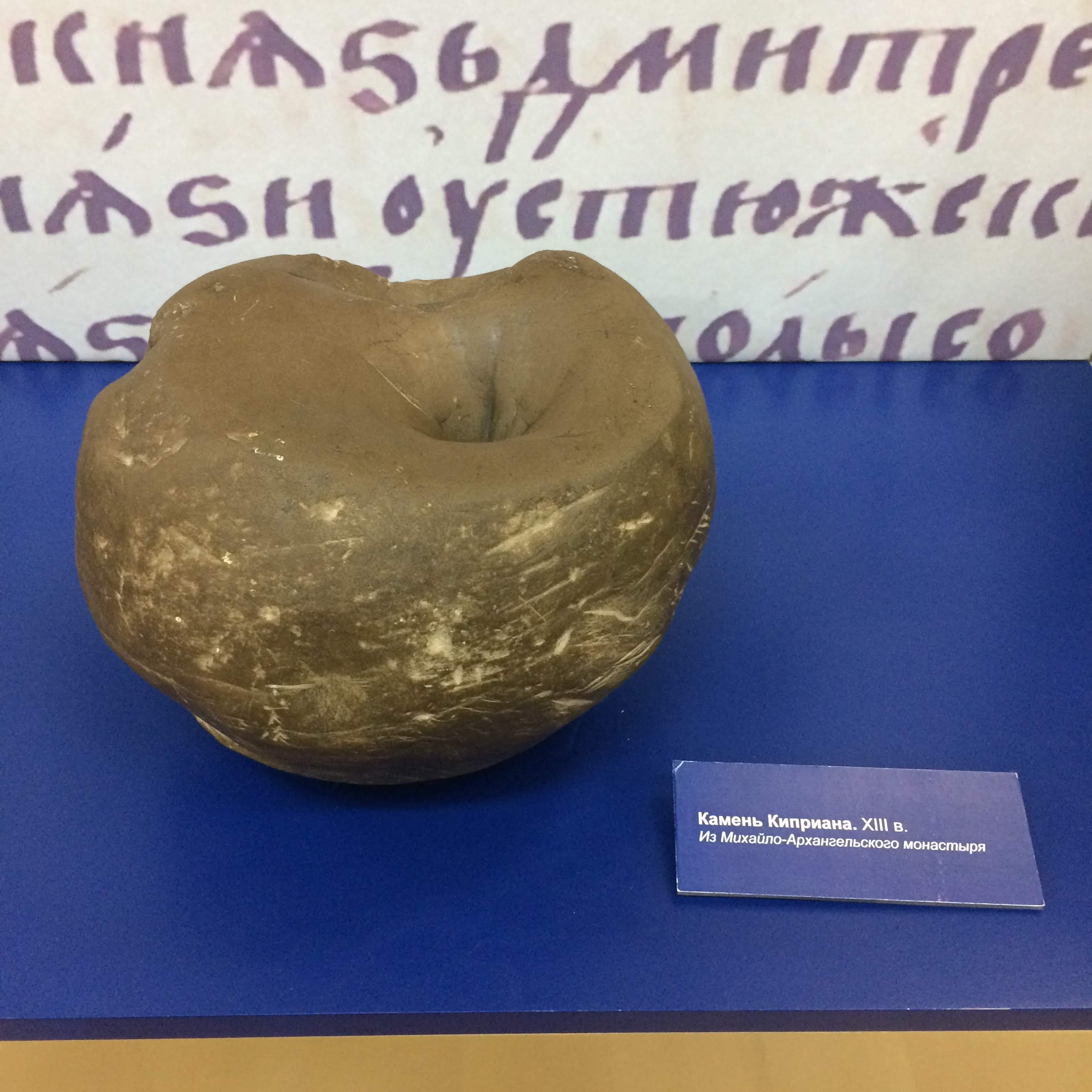
Камень Киприана, по легенде служивший ему изголовьем

Киприа́н (ум. 29 сентября 1276) — преподобный, легендарный основатель Михайло-Архангельского монастыря. Память в Православной церкви совершается 29 сентября (по юлианскому календарю)
Сведения о Киприане происходят из великоустюжских летописей XVIII—XIX веков. Согласно этим источникам, он владел землями в Устюжской волости Двинской трети. Жил при великом князе Константине Всеволодовиче. Принял монашеский постриг в монастыре в Ростове Великом. По просьбе жителей недавно основанного города Устюга, желавших иметь у себя монастырь, он выбрал место для новой обители и положил ей начало основанием в 1212 году двух деревянных церквей.
Преподобный Киприан скончался, по гораздо более позднему преданию, 29 сентября 1276 год. Тело его было погребено в основанном им монастыре. Позднее над его мощами была построена церковь в честь Преполовения Святой Пятидесятницы с приделом Святителя Киприана Карфагенского.